# 今田竜二
今田 竜二（いまだ りゅうじ、1976年10月19日 - ）は、広島県三原市出身のプロゴルファー。
ジョージア大学中退。173cm、68kg、B型。

## 略歴

### アマチュア時代
7歳からゴルフを始める。少年時代、マスターズのテレビ中継を観戦し、強い憧れを抱く。14歳の時、アメリカの環境でゴルフを学びたいという情熱を抑えきれず、ゴルフ留学のため単身アメリカ・フロリダ州タンパに渡る。当地のゴルフアカデミーで、のちの師となるリチャード・エイブルコーチと出会う。その後、ゴルフアカデミーでのゴルフに限界を感じ、エイブルとの二人三脚で歩み始めることとなる。ジュニア時代には、15歳でアメリカのジュニア・トーナメントに初優勝を記録するなど、全米ジュニアの大会で通算6勝を挙げ、「ゴルフウィーク誌選出最優秀ジュニアプレーヤー」「ロレックス・ジュニア年間最優秀選手賞」などを受賞。全米アマチュアランキングでタイガー・ウッズに次ぐ2位になるなど、輝かしい経歴を持つ。
その後、ジョージア大学に進学した後も活躍は続き、大学2年のときに全米大学ゴルフ選手権団体で優勝し、個人戦でもルーク・ドナルドに次ぐ2位となる。同年（1999年）、ジョージア大学を中退、プロ入りする。

### プロ転向後
今田はプロ転向後、PGAツアーの下部組織、ネーションワイド・ツアー（当時の名称は「バイドットコム・ツアー」（BUY.COM TOUR）に参戦を開始する。この年に「バージニア・ビーチ・オープン」で初優勝を挙げた。しかしこの後、レギュラー・ツアーの「クオリファイイング・スクール」（通称 Q-School）の通過に失敗が続く。2002年に2軍組織の名称は「バイドットコム・ツアー」から「ネーションワイド・ツアー」に変更される。2004年、今田はネーションワイド・ツアーの「BMWチャリティープロアマ At The Cliffs」（サウスカロライナ州開催）で優勝し、賞金ランキング3位に入った。以前は2軍（バイドットコム・ツアー → ネーションワイド・ツアー）からレギュラー・ツアーへの昇格条件は年間賞金ランキング「15位以内」であったが、2004年度から「20位以内」と枠が広げられたため、この資格で今田は2005年度レギュラー・ツアーのシード権を獲得し、PGAツアーのメンバーとなった。
2005年度の今田は「ブーズアレン・クラシック」の5位入賞が自己最高成績であったが、全米オープンゴルフで15位に食い込んだ。こうして年間賞金ランキングは121位となり、2006年度もレギュラー・ツアーのシード権を維持した。なお、年間賞金ランキングを125位以内で終えることがシード権確保の条件である。
2006年度は、シード選手として丸山茂樹、田中秀道とともにPGAツアーにフル参戦する。同年6月、全米オープン選手権で通算9オーバー（289ストローク）の12位と奮闘、4大メジャー大会自己最高位でフィニッシュした。優勝したジェフ・オギルビーとは4打差だった。
2007年度のAT&Tクラシックでは2日目に首位タイに躍り出ると、最終日まで首位タイを守り、同年のマスターズを制したザック・ジョンソンとのプレーオフとなったが、1ホール目の第2打を池に入れてしまい惜しくも敗れた。この年はEDSバイロン・ネルソン選手権でも9位に入り、年間賞金ランキングは前年の92位から65位まで上昇した。
2008年度は年明けから好調を維持しタイガー・ウッズが4連覇を果たしたビュイックインビテーショナル（Torrey Pines, San Diego, CA）でタイガーに次ぐ単独2位となった。特に最終日風と雨の天候の中、9つのバーディパットを決めスコア自体も最終日はタイガーを凌駕した。さらにポッズ選手権でも2位タイと好調を維持しており世界ゴルフ選手権のCA選手権に出場し34位となる。日本ツアーへの凱旋も期待されるが、本人の最終目標はマスターズの優勝とかつて語ったことがある。
2008年5月18日、アメリカPGAツアーのAT&Tクラシック最終日、首位から3打差でスタートして激しい追い上げを見せ、ケニー・ペリーとのプレーオフに持ち込み、最初のホールで相手がボギーを叩いた後、今田は落ち着いてパーをセーブし、悲願のアメリカPGAツアー初優勝を飾った。日本人のPGAツアー優勝は青木功、丸山茂樹に続いて史上3人目となった。
夏場以降は予選落ちも多く苦しんだが、フォールシリーズではターニングストーン・リゾート選手権で3位タイに食い込むなど活躍し、日本人初の獲得賞金300万ドルを達成。年間賞金ランキング13位でシーズンを終えた。11月末には谷口徹とのペアでオメガ・ミッションヒルズ・ワールドカップに初出場し、3位タイの好成績を残した。
2009年は前年のAT&Tクラシック勝利により、幼少時代からの自身の夢であった念願のマスターズに出場、初出場ながら20位タイの好成績を収める。しかし、シーズンを通しては、コンスタントに予選通過を果たすもののトップ10入りゼロに終わり、賞金ランクは118位にとどまる。シード権は前年のPGAツアー勝利により2年間シードが確定していた。
2010年は1月のファーマーズ・インシュランス・オープン、3月のアーノルド・パーマー招待でトップ10に入るなど前半は好調を維持したが、あばら骨の骨折が判明したシーズン途中から低迷し、メジャー大会への出場はゼロに終わった。しかしながら11月のFrys.comで6位入賞、Justin Timberlake Shriners Hospitals for Children Openで8位入賞を果たし、7年連続のシード権を獲得した。
2011年、シーズン序盤から波に乗り切れず、予選落ちが続く。得意としていたトーリーパインズのファーマーズ・インシュランス・オープンではセカンドラウンド突如崩れ、よもやの予選落ちとなる。フェニックス・オープンで13位とするもパッティングの不調からかシーズン序盤戦は13戦中、予選落ちが8戦とシード権を危ぶまれる状況であったが、HPバイロン・ネルソン選手権で突如復調。強風が吹き、厳しい条件下で行われたファイナルラウンドの13番で2位に2ストロークリードする。優勝確実かと思われたが、15番以降、3ボギーとし3位に終わる。また、フェデックス・セントジュード・クラシックでもファイナルラウンド、怒涛の追い上げを見せ3位タイとし、この時点で来期のシード権をほぼ確定させる。しかしながら、これ以降、安定した成績は残せず、12戦中、予選落ちが7回と苦しいシーズンとなった。
2012年、開幕戦のソニーオープンで予選通過するもMDFとし、その後の10試合でも4ラウンドプレーすることなく予選落ちが続く。シーズン中盤以降、予選通過するものの上位フィニッシュはなく、フォールシリーズまでの最高位は10位タイと苦しい戦いが続く。賞金シード確保に向け挑んだレギュラーシーズン最終試合、チルドレンズ・ミラクル・ネットワーク・ホスピタルズ・クラシックの2日目には、2位タイとし、大逆転での賞金シード確保が期待されたが、3日目以降スコアを伸ばすことができず、8年間確保し続けたツアーシードを逃す結果となった。今田自身、「こんなに苦しいシーズンは初めてだった。何度やめたいと思ったことか」と最終戦後のインタビューで語っているように、今後の試練を課せられた1年となった。
その後も肋間神経痛に苦しみ、2015年バーバゾル選手権に出場したのを最後にPGAツアーから撤退。翌2016年の三井住友VISA太平洋マスターズを最後にJGTOツアーからも姿を消し、その後テレビ解説などに活動の主軸を移す。2021年、ZOZO CHAMPIONSHIPでテレビ解説を務める予定で現地入りの準備をしていたところ、大会直前に欠場者が相次いだため急遽選手として出場することになり、期せずして現役復帰した。同大会でフェデックスカップ・ポイントを獲得し出場順のリランキングにかかったことから、翌2022年から限定的ながらトーナメントへの参戦を再開している。

## プロ優勝歴 (3)

### PGAツアー優勝 (1)
| No. | Date        | Tournament     | 優勝スコア            | 打差    | 2位            |
| --- | ----------- | -------------- | --------------------- | ------- | -------------- |
| 1   | 18 May 2008 | AT&Tクラシック | −15 (71-69-66-67=273) | Playoff | ケニー・ペリー |

PGAツアープレーオフ記録 (1–1)
| No. | Year | Tournament     | 相手               | 結果                                    |
| --- | ---- | -------------- | ------------------ | --------------------------------------- |
| 1   | 2007 | AT&Tクラシック | ザック・ジョンソン | 1ホール目で相手がバーディーを取り敗れる |
| 2   | 2008 | AT&Tクラシック | ケニー・ペリー     | 1ホール目でパーを取り勝利               |

### ネイションワイドツアー (2)
| No. | Date        | Tournament                       | 優勝スコア            | 打差    | 2位              |
| --- | ----------- | -------------------------------- | --------------------- | ------- | ---------------- |
| 1   | 21 May 2000 | BUY.COM Virginia Beach Open      | −13 (71-68-68-68=275) | 5打差   | トッド・デンシー |
| 2   | 2 May 2004  | BMW Charity Pro-Am at The Cliffs | −17 (70-66-65-69=270) | Playoff | ポール・ガウ     |